# Edwyn Harland Wolstenholme Cobb
Edwyn Harland Wolstenholme Cobb, britanski general, * 1902, † 1955.